# ولاسنیتسا (ولادیمیرتسی)
ولاسنیتسا (به صربی: Vlasanica) یک منطقهٔ مسکونی در صربستان است که در ولادیمیرتسی واقع شده‌است. ولاسنیتسا ۴۸۲ نفر جمعیت دارد.